# Gène Rouan
Pour les articles homonymes, voir Rouan.
Robe du cheval

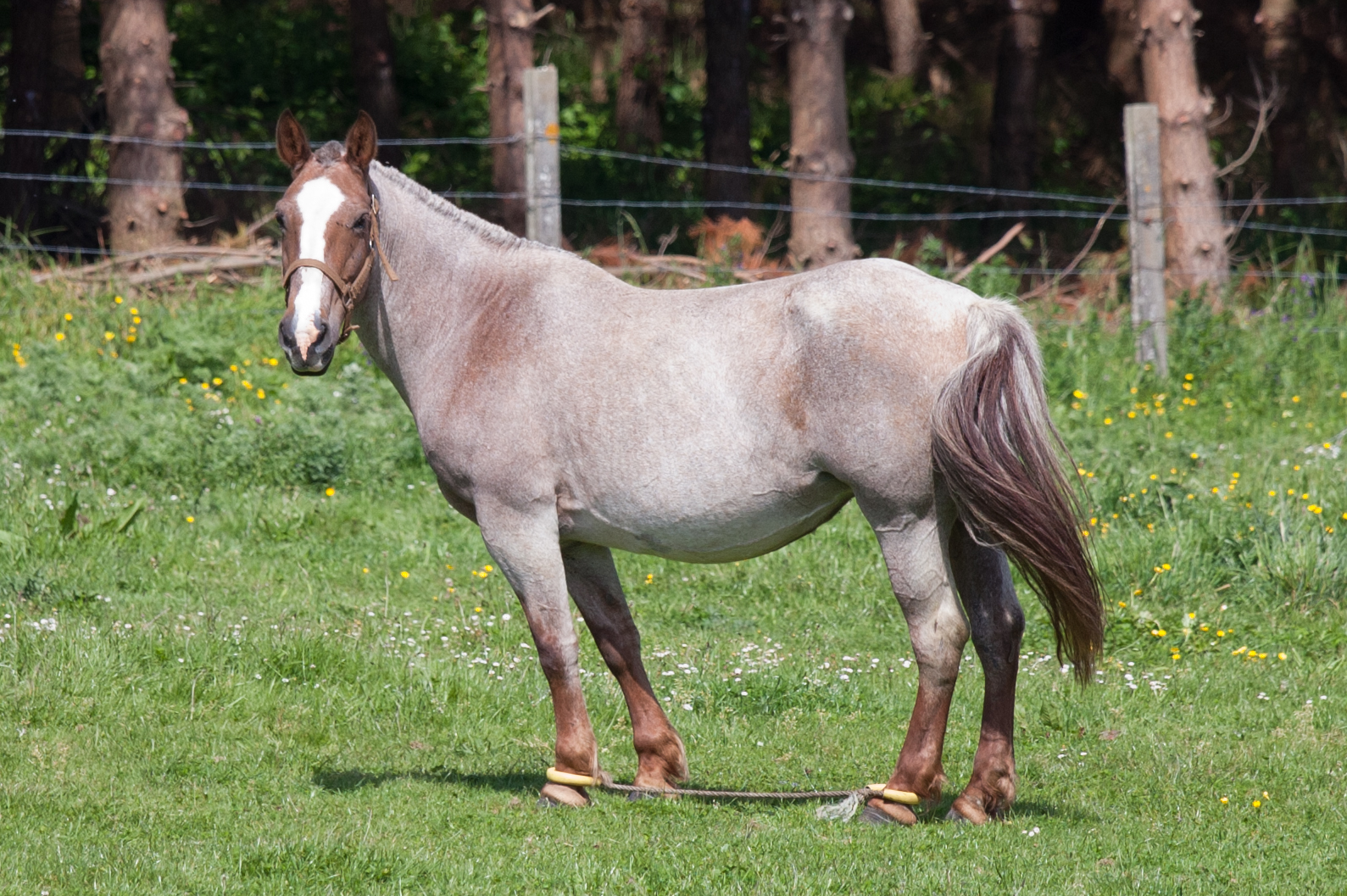
Un alezan rouanné, ou aubère

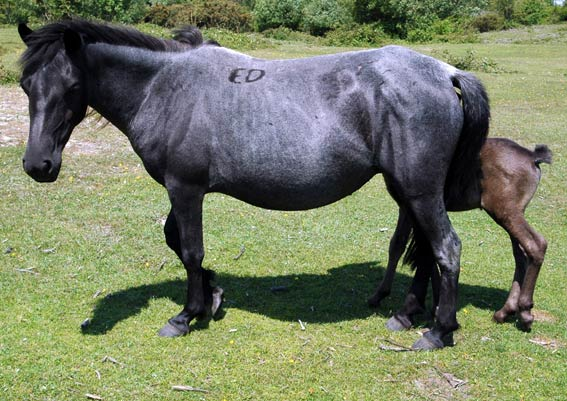
Un New Forest noir rouanné, anciennement dit « gris fer ».

Le gène Rouan est, dans le domaine de l'hippologie et de la biologie moléculaire, un gène de robe du cheval, entraînant une présence stable de poils blancs, plus ou moins nombreux. Contrairement aux chevaux gris, les chevaux à expression du gène rouan ne changent pas de couleur à long terme au cours de leur vie, mais seulement lors de variations saisonnières. Ils sont assez rares. Les robes rouannes se rencontrent principalement chez des races rustiques. 
Toutes les robes équines peuvent être affectées par le gène Rouan, mais les robes rouannes existent plus généralement en combinaison avec le bai (rouan), l'alezan (aubère), et plus rarement le noir (noir rouan, autrefois nommé « gris fer »).

## Étymologie
Le terme vient de l'espagnol roano, à son tour lié au gotique rauda, du gotique rot, « rouge ».

## Terminologie
En France, « rouan » est le nom du gène, tandis que le phénotype est dénommé « mélangé » ou « granité ».

## Identification
Le rouan n'est pas en soi une robe du cheval, mais un gène qui donne un mélange de poils blancs en combinaison avec une autre robe, de couleur plus foncée. Ces poils blancs n'atteignent généralement pas la tête du cheval ni le bas de ses membres, et rarement ses crins.
Un cheval exprimant le gène Rouan ne change pas (ou très peu) de couleur au cours de sa vie, contrairement aux chevaux gris qui naissent de couleur foncée (généralement noirs ou bais) et s'éclaircissent avec l'âge,. Les chevaux rouans ont toujours la peau foncée, sauf sous leurs marques blanches (balzanes, liste en tête…) où elle est rose. En général, les chevaux rouans possèdent assez peu de marques blanches.
Le rouannage affecte généralement trois robes du cheval :
- Le bai. Le cheval est alors dit bai rouanné. L'ancienne dénomination est rouan en France.
- L'alezan. Le cheval est alors dit alezan rouanné. L'ancienne dénomination est aubère en France.
- Le noir. Le cheval est alors dit noir rouanné, anciennement dit « gris fer ». Le noir rouanné est rare.

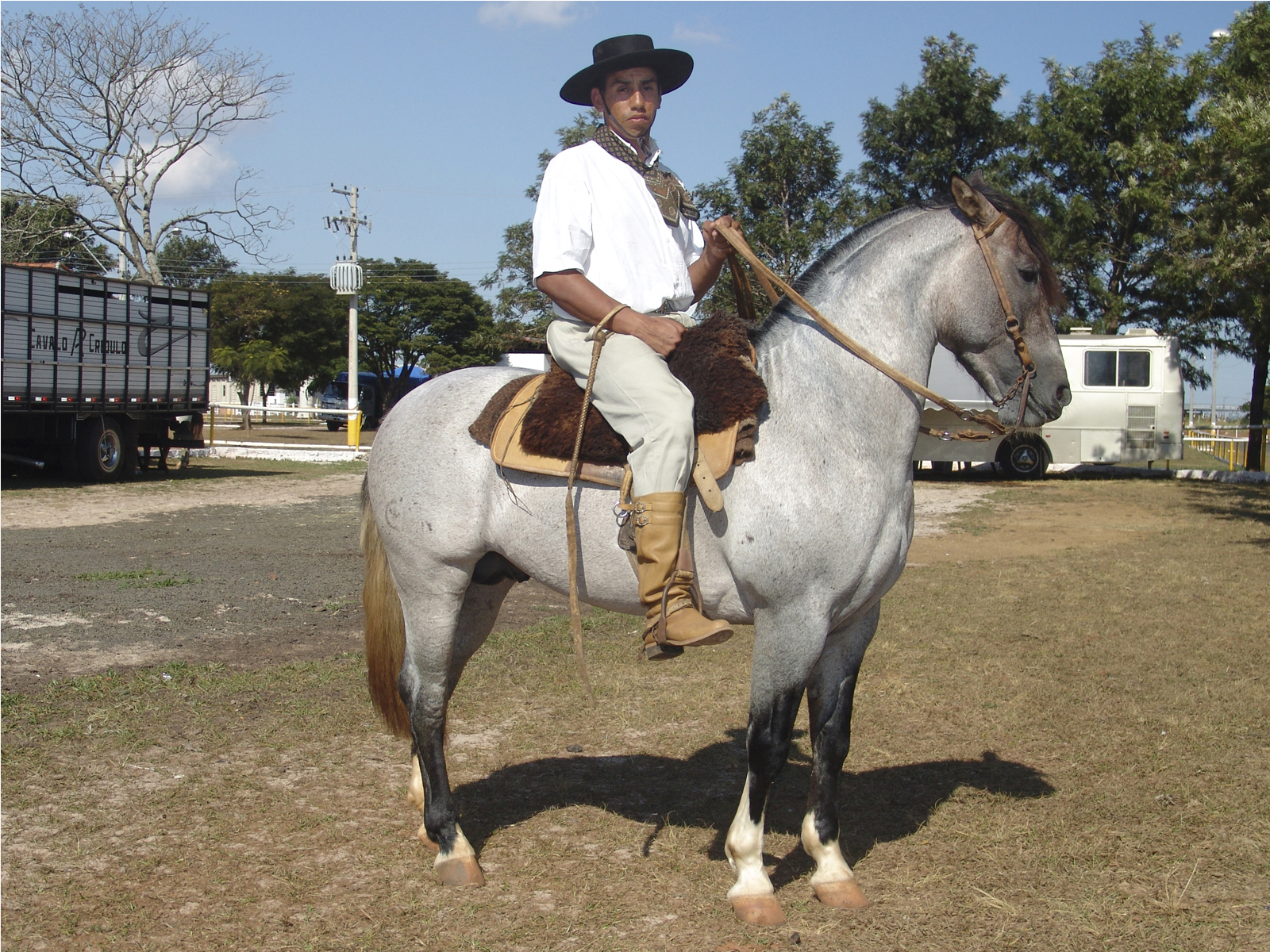
Criollo bai rouanné/rouan
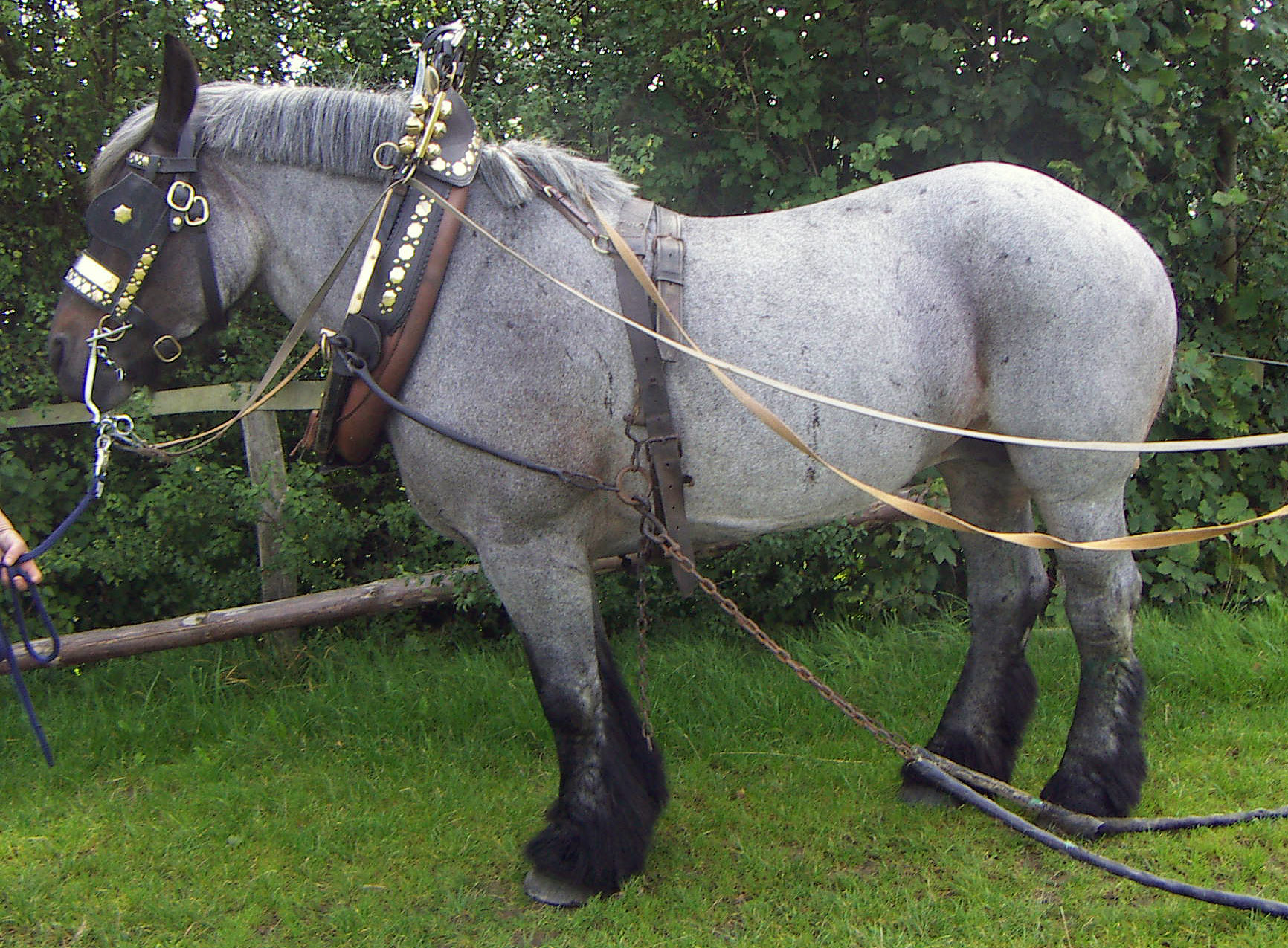
Trait belge bai rouanné, dont les crins présentent un mélange de blanc.
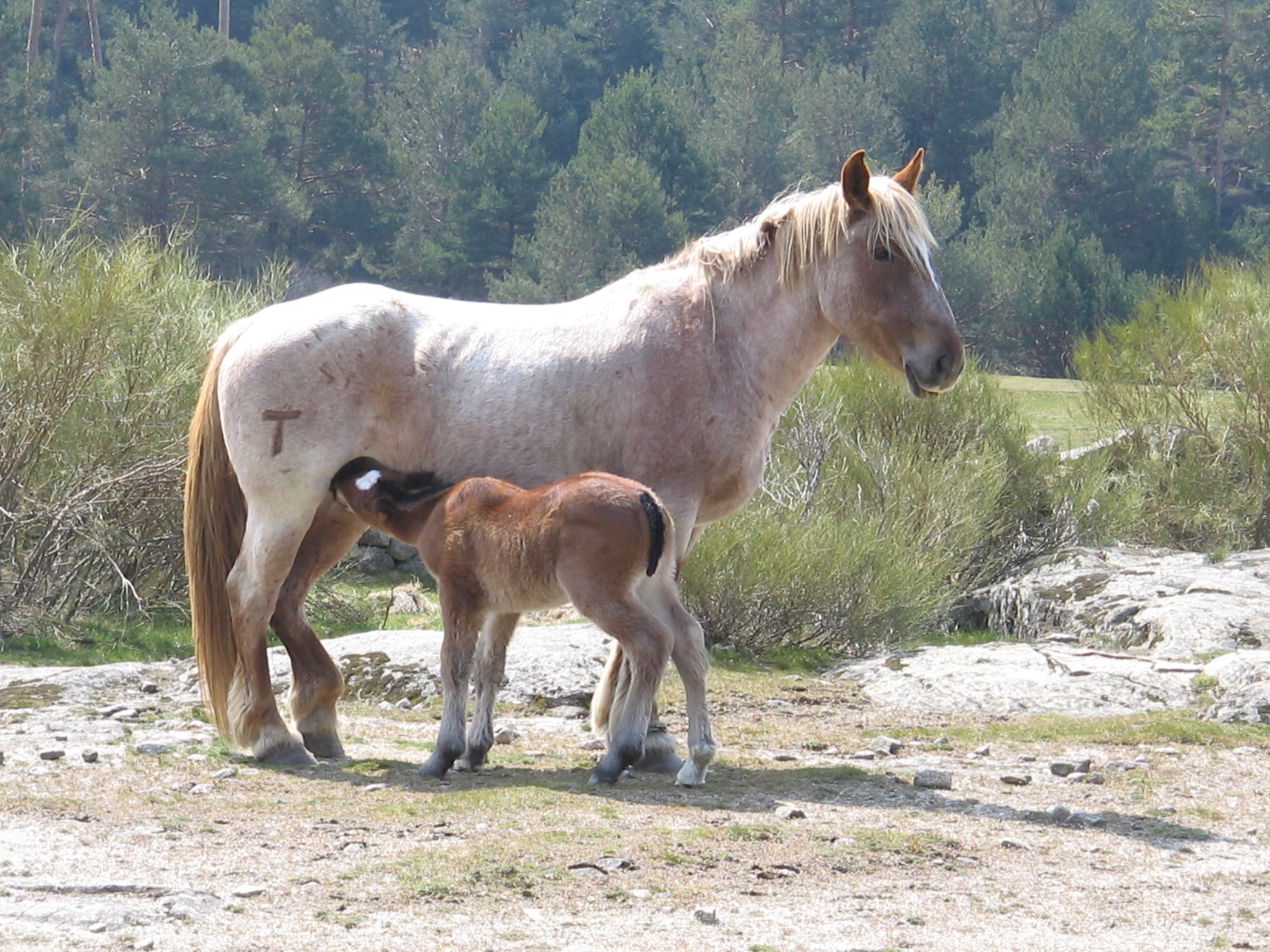
Alezan rouanné / aubère
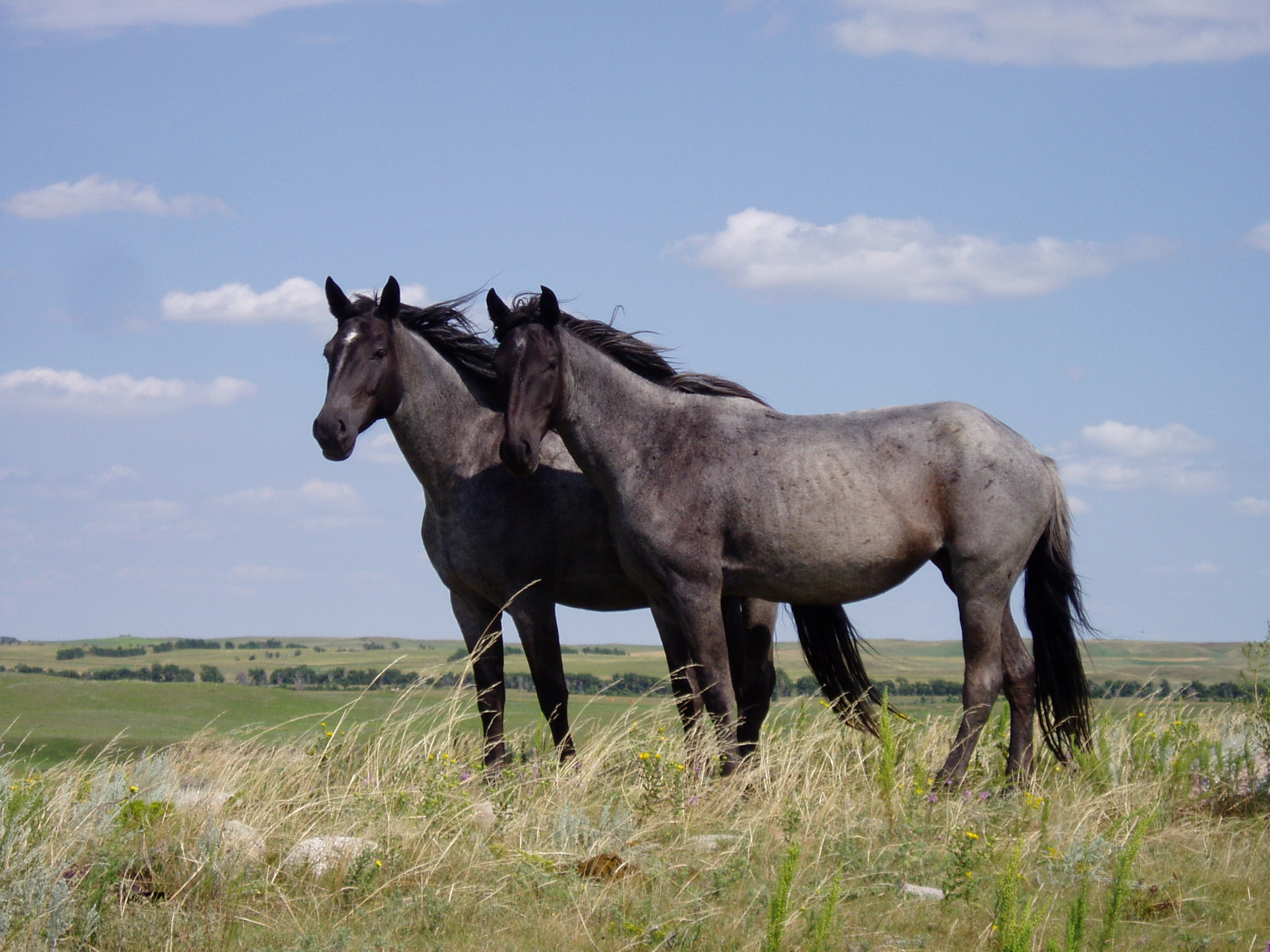
Nokotas noir rouannés

### Fréquence
Le rouannage se retrouve principalement chez les races chevalines présentant des caractères primitifs, comme le cheval de trait Ardennais et son cousin le trait belge, les  poneys Dartmoor, Criollo, New Forest, Welsh, et certaines races américaines sélectionnées pour leurs caractéristiques anciennes, comme les Nokotas. Il ne se trouve pour ainsi dire jamais chez les chevaux de sang, descendants du Pur-sang et de l'arabe.

### Confusions
- Le  gris est caractérisée par la décoloration progressive de l'animal à partir de la tête. Les crins s'éclaircissent généralement en dernier et l'animal finit par être presque entièrement blanc. Un cheval "en cours de grisonnement" a généralement une tête très blanche et des pommelures.
- Le rubican consiste en très peu de poils blancs éparpillés seulement sur les flancs ou la croupe de l'animal. Le rubican peut survenir chez des races de chevaux de sang, comme le pur-sang anglais et le pur-sang arabe, ce qui tend à prouver que son origine génétique est différente de celle des robes rouannes. Les chevaux rubicans sont soit rattachés au groupe des chevaux rouans, soit rattachés à celui des chevaux  pie.
- Le  pie sabino consiste en une séparation précise de parties de pelage blanches et d'autres colorées. Sous les parties à pelage blanc, la peau du cheval est rose, alors qu'elle est toujours foncée chez le cheval rouan.
- Le marmoré (en anglais : varnish roan) est très proche des robes rouannes, mais génétiquement rattaché au groupe des chevaux à complexe léopard. Dans ce cas là, les poils blancs touchent aussi la tête et les membres.
- Enfin, les chevaux âgés peuvent présenter quelques poils et crins blancs qui apparaissent vers l'âge de 20 ans. Ils sont liés au vieillissement, et en aucun cas au rouannage.

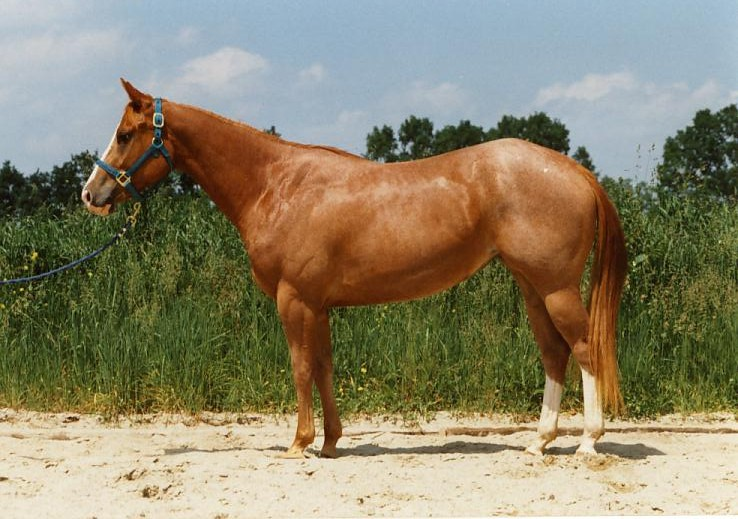
Le rubican consiste en quelques poils blancs éparpillés sur les flancs.
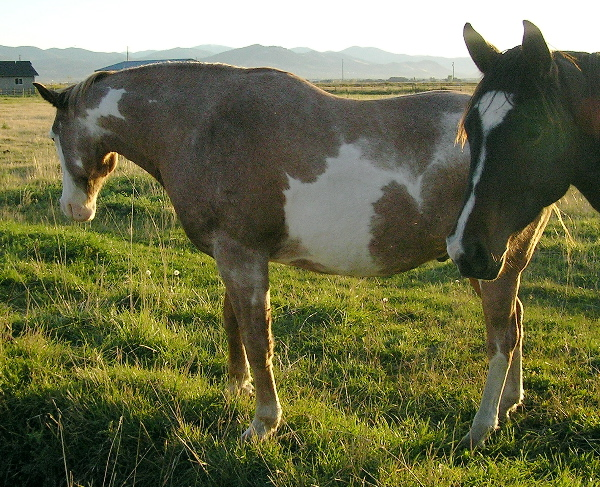
Lorsque les poils blancs et les couleurs sont séparées, le cheval est  pie et non pas alezan rouanné (aubère). Celui-ci est un sabino.
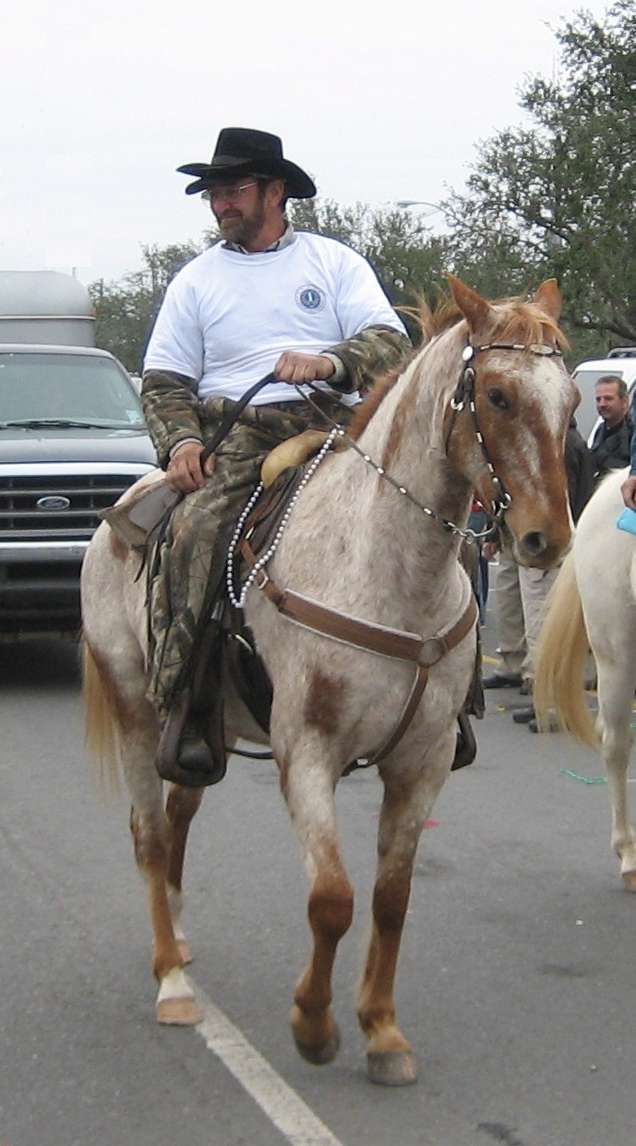
Bien qu'il soit très proche d'un aubère, ce cheval marmoré est rattaché au groupe des chevaux à complexe léopard
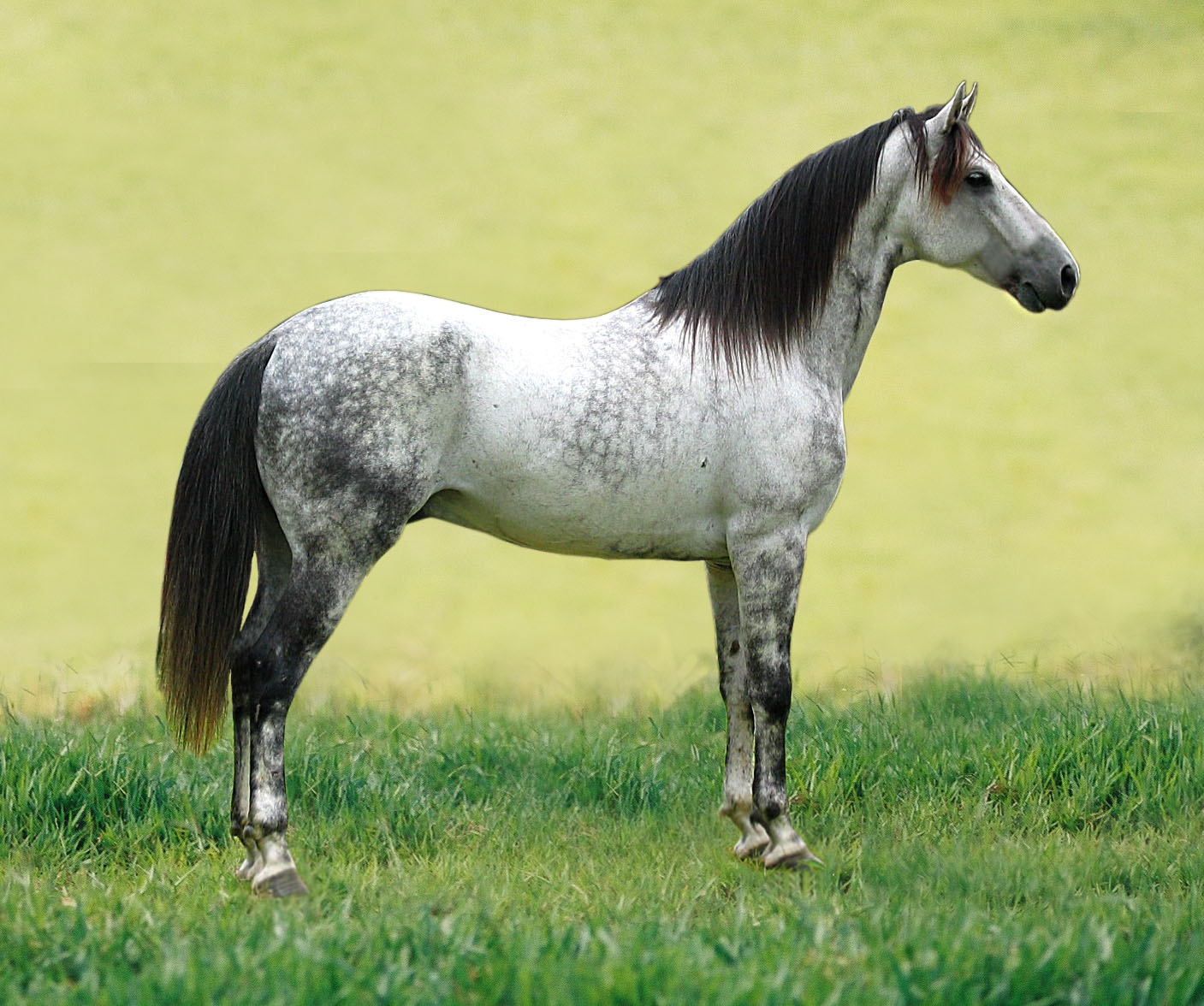
Lorsque la tête du cheval est blanche, il s'agit d'un cheval de robe  grise,

## Génétique
Selon les études génétiques, le rouan serait causé par un gène dominant localisé sur le chromosome 21 du cheval (ECA21). Il peut agir sur toutes les autres robes équines. D'autres études tendent à démontrer qui'il existe deux formes du gène rouan, une dominante et une récessive.
Le pangaré provoque une décoloration du nez, du contour des yeux, du ventre et de l'intérieur des membres du cheval. Cette particularité est fréquente chez les races primitives comme l'Ardennais, le trait belge, le Dartmoor et l'Exmoor. Il est donc souvent associé aux robes rouannées.

## Classifications
En France, avant la nouvelle classification des robes, les chevaux présentant un mélange de poils blancs sur une robe baie étaient  nommés des rouans, ceux qui présentent un mélange de poils blancs sur une robe alezane étaient nommés aubères, et les cas rares de chevaux noirs rouannés étaient généralement classés comme gris fer. Depuis 1999, la classification des robes a changé en France pour devenir plus proche de la réalité génétique.